# Herb Nof ha-Galil
Herb Nacerat Illit został opublikowany po raz pierwszy w dniu 24 października 1974 roku, i zastąpił wcześniejszy herb z 1966 roku.
Herb jest wykonany w kształcie tarczy herbowej, wewnątrz której umieszczono kilka charakterystycznych dla miasta symboli. W górnej części widnieje korona rangowa wpisana w obręb murów miejskich, które symbolizują szybką rozbudowę miasta. W części centralnej umieszczono charakterystyczny dla tej okolicy kwiat Irysa HaGilboa (Iris hainei). Po obu bokach widnieją gałązki oliwne, co nawiązuje do licznie rosnących w tej okolicy drzew oliwnych. Poniżej widnieje koło zębate z fragmentem budynku miejskiego. Symbole te wskazują na obecność przemysłu w mieście i po raz kolejny nawiązują do szybkiej rozbudowy Nacerat Illit. Dodatkowo, w dolnej części herbu widnieje nazwa miasta w języku arabskim الناصرة العليا, hebrajskim נצרת עילית i angielskim Nazareth Illit.
Oficjalna flaga miasta jest w kolorze fioletowym z herbem pośrodku. Poniżej widnieje nazwa państwa Izrael pisana po hebrajsku i angielsku.